# Movistar Team/2018
Deze pagina geeft een overzicht van de Movistar Team-wielerploeg in 2018.

## Algemeen
Algemeen Manager: Eusebio Unzué
Ploegleiders: José Luis Arrieta, Alfonso Galilea, José Vicente García Acosta, José Luis Jaimerena, Pablo Lastras
Fietsen: Canyon
Onderdelen: Campagnolo
Banden: Continental

## Renners
| Naam               | Geboortedatum | Nationaliteit | Ploeg 2017             |
| ------------------ | ------------- | ------------- | ---------------------- |
| Andrey Amador      | 29-08-1986    | Costa Rica    |                        |
| Winner Anacona     | 11-08-1988    | Colombia      |                        |
| Jorge Arcas        | 08-07-1991    | Spanje        |                        |
| Carlos Barbero     | 29-04-1991    | Spanje        |                        |
| Daniele Bennati    | 24-09-1980    | Italië        |                        |
| Carlos Betancur    | 13-10-1989    | Colombia      |                        |
| Nuno Bico          | 03-07-1994    | Portugal      |                        |
| Richard Carapaz    | 29-05-1993    | Ecuador       |                        |
| Héctor Carretero   | 28-05-1995    | Spanje        |                        |
| Jaime Castrillo    | 13-03-1996    | Spanje        | nieuw                  |
| Imanol Erviti      | 15-18-1983    | Spanje        |                        |
| Rubén Fernández    | 01-03-1991    | Spanje        |                        |
| Mikel Landa        | 03-12-1989    | Spanje        | Team Sky               |
| Nélson Oliveira    | 06-03-1989    | Portugal      |                        |
| Víctor de la Parte | 22-06-1986    | Spanje        |                        |
| Antonio Pedrero    | 23-10-1991    | Spanje        |                        |
| Dayer Quintana     | 10-08-1992    | Colombia      |                        |
| Nairo Quintana     | 04-02-1990    | Colombia      |                        |
| José Joaquín Rojas | 08-08-1985    | Spanje        |                        |
| Jaime Rosón        | 13-01-1993    | Spanje        | Caja Rural-Seguros RGA |
| Eduardo Sepúlveda  | 13-01-1991    | Argentinië    | Fortuneo-Oscaro        |
| Marc Soler         | 22-11-1993    | Spanje        |                        |
| Jasha Sütterlin    | 04-11-1992    | Duitsland     |                        |
| Rafael Valls       | 25-06-1987    | Spanje        | Lotto Soudal           |
| Alejandro Valverde | 25-04-1980    | Spanje        |                        |

### Vertrokken
| Naam                 | Geboortedatum | Nationaliteit       | Ploeg 2018                |
| -------------------- | ------------- | ------------------- | ------------------------- |
| Jonathan Castroviejo | 27-04-1987    | Spanje              | Team Sky                  |
| Alex Dowsett         | 03-10-1988    | Verenigd Koninkrijk | Katjoesja-Alpecin         |
| Jesús Herrada        | 26-07-1990    | Spanje              | Cofidis                   |
| José Herrada         | 01-10-1985    | Spanje              | Cofidis                   |
| Gorka Izagirre       | 07-10-1987    | Spanje              | Bahrain-Merida            |
| Adriano Malori       | 28-01-1988    | Italië              | gestopt                   |
| Daniel Moreno        | 05-09-1981    | Spanje              | EF Education First-Drapac |
| Rory Sutherland      | 08-02-1982    | Australië           | UAE Team Emirates         |

## Belangrijkste overwinningen
| Ronde van Valencia 2e etappe: Alejandro Valverde 4e etappe: Alejandro Valverde Eindklassement: Alejandro Valverde Colombia Oro y Paz 6e etappe: Dayer Quintana Ronde van Abu Dhabi 5e etappe: Alejandro Valverde Eindklassement: Alejandro Valverde Parijs-Nice Eindklassement: Marc Soler Jongerenklassement: Marc Soler Tirreno-Adriatico 4e etappe: Mikel Landa Ronde van Catalonië 2e etappe: Alejandro Valverde 4e etappe: Alejandro Valverde Eindklassement: Alejandro Valverde Bergklassement: Alejandro Valverde Grote Prijs Miguel Indurain Winnaar: Alejandro Valverde | Klasika Primavera Winnaar: Andrey Amador Ronde van Castilië en León 1e etappe: Carlos Barbero Ronde van Asturië 2e etappe: Richard Carapaz Eindklassement: Richard Carapaz Ronde van Madrid 3e etappe: Carlos Barbero Ronde van Italië 8e etappe: Richard Carapaz Ronde van Aragon Eindklassement: Jaime Rosón Ronde van Zwitserland 7e etappe: Nairo Quintana Route d'Occitanie 3e etappe: Alejandro Valverde Eindklassement: Alejandro Valverde Puntenklassement: Alejandro Valverde | Ronde van Frankrijk 17e etappe: Nairo Quintana Ploegenklassement Ronde van Burgos 4e etappe: Carlos Barbero Ronde van Spanje 2e etappe: Alejandro Valverde 8e etappe: Alejandro Valverde Puntenklassement: Alejandro Valverde Ploegenklassement Wereldkampioenschappen wielrennen Wegrit: Alejandro Valverde |

Mannen: 2003 · 2004 · 2005 · 2006 · 2007 · 2008 · 2009 · 2010 · 2011 · 2012 · 2013 · 2014 · 2015 · 2016 · 2017 · 2018 · 2019 · 2020 · 2021 · 2022 · 2023 · 2024 · 2025
Vrouwen: 2018 · 2019 · 2020 · 2021 · 2022 · 2023 · 2024 · 2025
AG2R-La Mondiale · Astana Pro Team · Bahrain-Merida · BMC Racing Team · BORA-hansgrohe · Groupama-FDJ · Lotto Soudal · Mitchelton-Scott · Movistar Team · Quick-Step · Team Dimension Data · Team EF Education First-Drapac p/b Cannondale · Team Katjoesja Alpecin · Team LottoNL-Jumbo · Team Sky · Team Sunweb · Trek-Segafredo · UAE Team Emirates